# Стівен Діллейн
Стівен Дж. Діллейн (англ. Stephen J. Dillane, *30 листопада 1956, Кенсінгтон, Лондон, Англія) — англійський актор. Відомий ролями у фільмах «Шпигунські ігри»,  «Години», мінісеріалі «Джон Адамс» і телесеріалі «Гра престолів», а також роллю  Лорда Галіфакса у біографічному фільмі про Вінстона Черчилля «Темні часи».

## Фільмографія

### Кіно
| Рік  |   | Українська назва           | Оригінальна назва               | Роль                          |
| ---- | - | -------------------------- | ------------------------------- | ----------------------------- |
| 1987 | ф | Гамлет                     | Hamlet                          | Гораціо                       |
| 1990 | ф | Двоє біля моря             | Two If by Sea                   | Еван Марш                     |
| 1996 | ф | Вітаємо в Сараєво          | Welcome to Sarajevo             | Майкл Хендерсон               |
| 1997 | ф | Дежа вю                    | Déjà Vu                         | Шон                           |
| 1998 | ф | Любов і лють               | Love and Rage                   | доктор Кроулі                 |
| 1998 | ф | Полум'я пристрасті         | Firelight                       | Чарльз Годвін                 |
| 2000 | ф | Звичайний злочинець        | Ordinary Decent Criminal        | Ноель Квіглі                  |
| 2001 | ф | Шпигунські ігри            | Spy Game                        | Чарльз Гаркер                 |
| 2001 | ф | Наглядач                   | The Parole Officer              | інспектор Бертон              |
| 2002 | ф | Правда про Чарлі           | The Truth About Charlie         | Чарлі                         |
| 2002 | ф | Години                     | The Hours                       | Леонард Вулф                  |
| 2003 | ф | Місто проклятих            | The Gathering                   | Саймон Кіркмен                |
| 2004 | ф | Король Артур               | King Arthur                     | Мерлін                        |
| 2004 | ф | Гавань                     | Haven                           | містер Аллен                  |
| 2005 | ф | Тріумф                     | The Greatest Game Ever Played   | Гаррі Вордон                  |
| 2005 | ф | Гол!                       | Goal!                           | Глен Фой                      |
| 2005 | ф | Дев'ять життів             | Nine Lives                      | Мартін                        |
| 2007 | ф | Гол 2: Життя як мрія       | Goal! 2: Living the Dream       | Глен Фой                      |
| 2007 | ф | Уламки                     | Fugitive Pieces                 | Джейкоб Бір                   |
| 2007 | ф | Дика грація                | Savage Grace                    | Брукс Бейкленд                |
| 2008 | ф | Убивство Тома Гарнделла    | The Shooting of Thomas Hurndall | Ентоні Гарнделл               |
| 2009 | ф | 44 дюйми                   | 44 Inch Chest                   | Мел                           |
| 2009 | ф | Буря                       | Storm                           | Кіт Хейвуд                    |
| 2011 | ф | Останнє кохання на Землі   | Perfect Sense                   | Стівен Монтгомері             |
| 2012 | ф | Пападопулос і сини         | Papadopoulos & Sons             | Гаррі Пападопулос             |
| 2012 | ф | 28 тисяч                   | Twenty8k                        | Едвард Стоун                  |
| 2012 | ф | Тридцять хвилин по півночі | Zero Dark Thirty                | радник з національної безпеки |
| 2017 | ф | Темні часи                 | Darkest Hour                    | Едвард Вуд                    |
| 2018 | ф | Король поза законом        | Outlaw King                     | Едуард I                      |
| 2019 | ф | Геній і безумець           | The Professor and the Madman    | Річард Браян                  |
| 2020 | ф |                            | The Man in the Hat              | The Damp Man                  |
| 2021 | ф |                            | Boxing Day                      | Річард                        |
| 2024 | ф |                            | The Outrun                      | Ендрю                         |

### Серіали
| Рік       |   | Українська назва       | Оригінальна назва        | Роль                                             |
| --------- | - | ---------------------- | ------------------------ | ------------------------------------------------ |
| 2010      | с | Міс Марпл Агати Крісті | Agatha Christie's Marple | інспектор Фінч (Епізод: "Таємниця замку Чимніз") |
| 2012      | с |                        | Hunted                   | Руперт Кіл (8 епізодів)                          |
| 2012      | с |                        | Secret State             | Пол Джей Кларк (4 епізоди)                       |
| 2012—2015 | с | Гра престолів          | Game of Thrones          | Станніс Баратеон (24 епізоди)                    |
| 2013—2018 | с | Тунель                 | The Tunnel               | Карл Робак (24 епізоди)                          |
| 2016      | с | Корона                 | The Crown                | Ґрем Сатерленд (Епізод: "Assassins")             |
| 2020—2024 | с | Алекс Райдер           | Alex Rider               | Алан Блант (23 епізоди)                          |
| 2021      | с |                        | Vigil                    | контр-адмірал Шоу (6 епізодів)                   |
| 2021      | с |                        | Red Election             | директор МІ-5 Вільям Огілві (10 епізодів)        |
| 2024      | с | Каос                   | Kaos                     | Прометей (8 епізодів)                            |